# Raaberkreuz

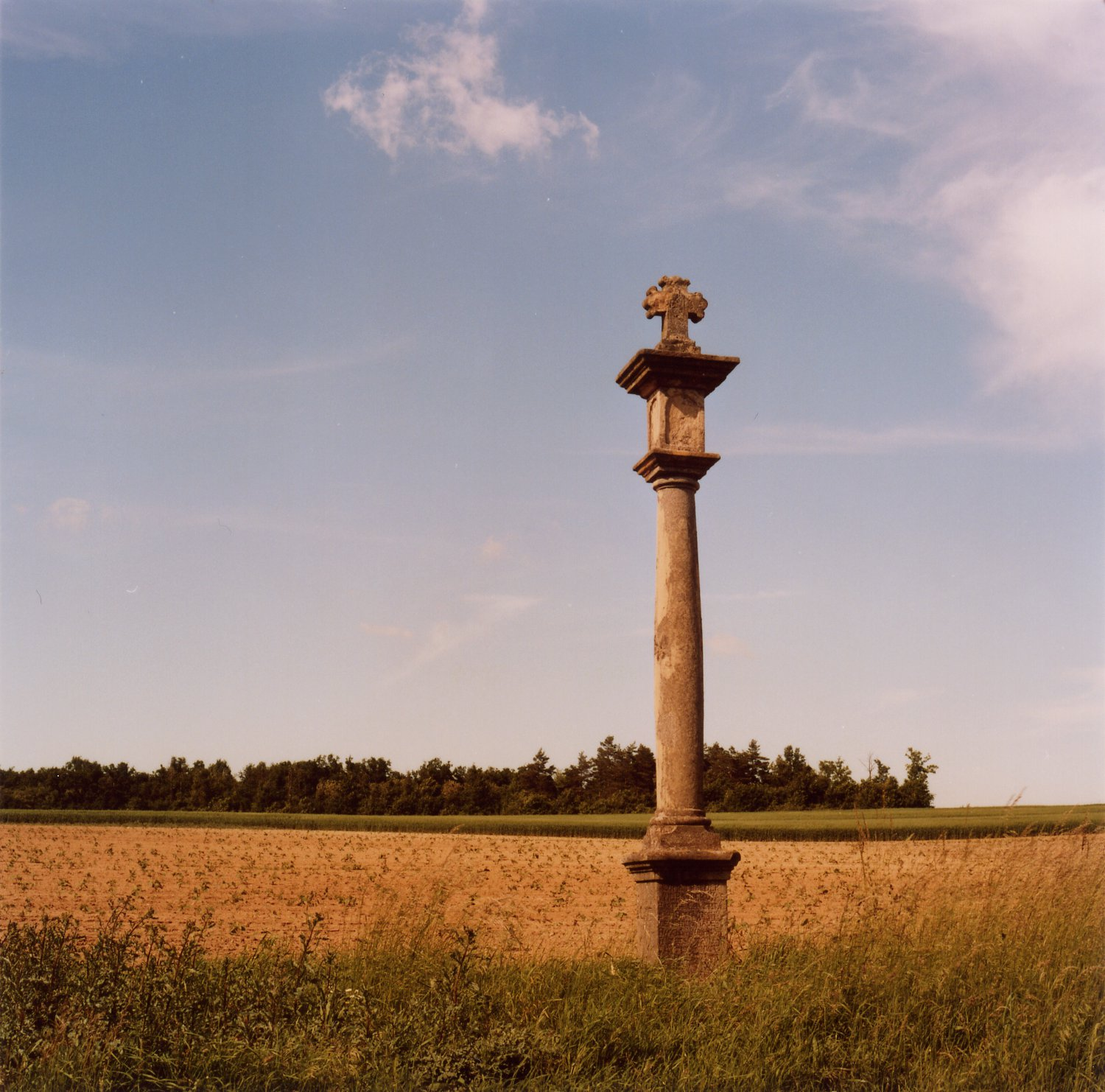
Raaber Kreuz in Ulrichskirchen-Schleinbach

Als Raaberkreuz bezeichnet man Bildstöcke, die nach der Rückeroberung der Festung Raab (Győr im heutigen Ungarn) im Jahr 1598 nach einem Erlass Kaiser Rudolfs II. errichtet wurden. Diese Marterln führen oft auch etwas andere Bezeichnungen wie Raaber Kreuz, Rabakreuz oder Türkenkreuz.

## Geschichtlicher Hintergrund

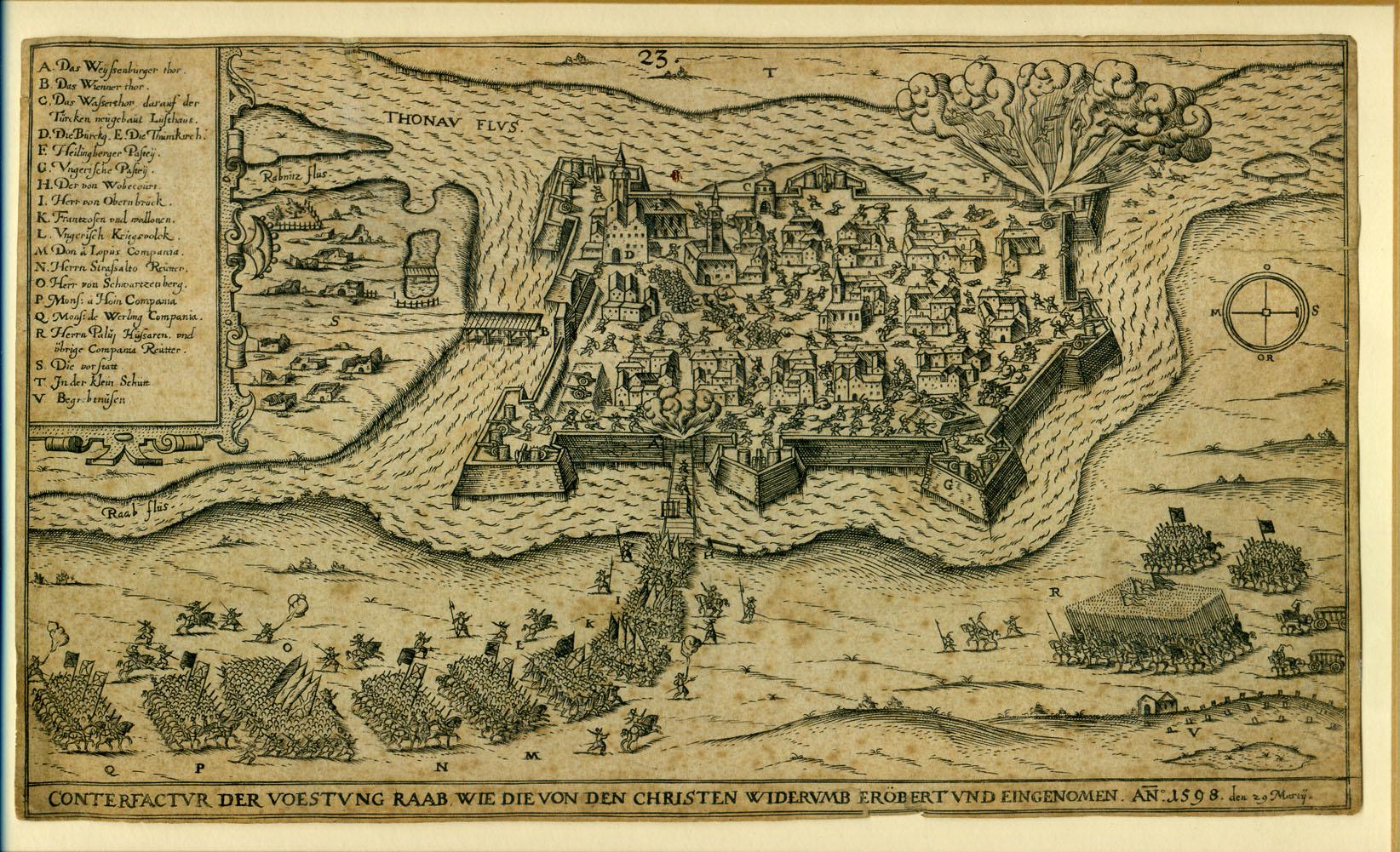
Eroberung der Festung Raab 1598

Die Festung Raab geriet im Jahr 1594 durch Verrat des Grafen Hardegg in den Besitz der Türken. Im Jahr 1598 eroberten sie die Habsburger unter dem Kommando von Adolf von Schwarzenberg und Niklas II. Pálffy ab Erdőd wieder und drängten die Türken wieder ostwärts, was einen großen Erfolg während des Langen Türkenkrieges bedeutete. Im Folgejahr wurde Schwarzenberg zum Reichsgrafen ernannt.
Der Erlass Rudolfs lautete:

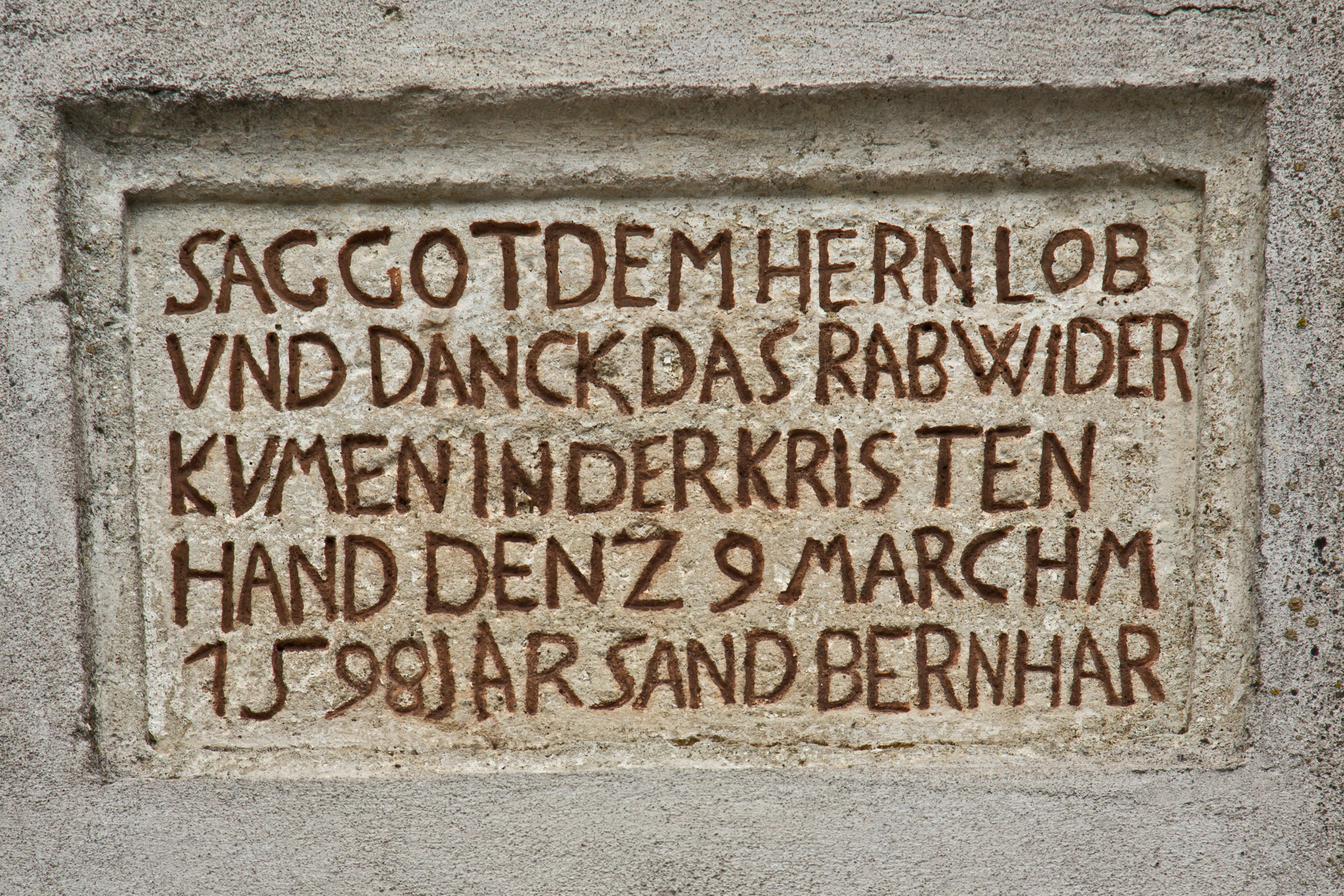
Inschrift eines Raaberkreuzes (St. Bernhard, Niederösterreich)

„Wir Rudolf der Ander (der Zweite) von Gottes genaden erwälter  Römischer Khayser etc. etc. geben euch gnediglich zu vernemen: Demnach durch sonder Gnad Gottes die vestung Raab widerumben in unser Hand kommen, … empfehlen wir hiemit Euch allen dass Ihr Gott zu Ehrn und Danksagung an Straßen, Pässen, Wegschaiden  umbgfallene oder von bosshaftigen Leüthen und Bildstürmern nidergerissene stainerne oder andere Creutz und pet Marter Säulen wiederumb aufrichtet und darein mit leslichen schwarzen Buchstaben volgende Schrifft machen lasset:“

„Sag Gott dem Herrn Lob und Danck

dass Raab wieder kommen in der Christen Handt,

den Neun und zwainzigsten Martii im 1598 – Jahr.“

## Die Raaberkreuze
Mit dem Text der Verordnung wurden zahlreiche Tabernakelbildstöcke in Ostösterreich errichtet; aber auch alte Marterln wurden mit dieser oder ähnlichen Inschriften erweitert.
| Bild | Ort und Anmerkung | Datierung              |
| ---- | --- | ---------------------- |
|      | Eggenburg, südlich der Stadt an der B35 (Lage) SAGT GOT DEN HERN LOB VND DANCKH DAS RAB WIEDER KVMEN IN DER CHRISTEN HANDT DEN 29 … 1598 (denkmalgeschützt) | ?                      |
|      | Frauenhofen, bei der Ortskirche (Lage) SAG GOT DEM HERN LOB UND DANCH DAS RAB WIDER KUMEN IN DER KRISTEN HAND DEN 29 MARCI IM 1598 IAR (denkmalgeschützt) | ?                      |
|      | Fürwald (Gemeinde Brunn an der Wild), östlich der Ortschaft (Lage) (nicht denkmalgeschützt) | ?                      |
|      | Gars am Kamp, Horner Straße (Lage) (nicht denkmalgeschützt) | ?                      |
|      | Gars am Kamp, östlich des Orts, an der Straße nach Maiersch (Lage) (denkmalgeschützt) | ?                      |
|      | Gars am Kamp, Spitalgasse (Lage) Gott dem Hern sey Lob un Danck das Raab wider ist in der Christen hant. Den 29 Marty 1597. (denkmalgeschützt) | ?                      |
|      | Gföhl, Windighöh (ungefähre Lage) Sag Gott dem Herrn Lob vnd danck Das Raab wider komen ist in der Cristen Hand den 29. Marty 1598 Jar (nicht denkmalgeschützt) | ?                      |
|      | Gföhleramt (Gemeinde Gföhl), bei Haus Nr. 82 (Lage) Sag Gott dem Herrn Lob und Danck das Raab wider komen ist in der Cristen Hand den 29. Martii 1598 Jar (nicht denkmalgeschützt) | ?                      |
|      | Harth (Gemeinde Geras) (Lage) LOB VNT BREIS GOT DER TIE VÖST RAB WITER IN DER CHRISTEN HANT GAB TEN 29 MARCI ANNO 1598 (denkmalgeschützt) | ?                      |
|      | Korneuburg, bei Am Hafen 1 (Lage) Sag GOTT Dem HERREN Lob und Danckh, das Raab wieder ist kommen in der Christen hand den 29 Martii Ano 1598. (denkmalgeschützt) | 1599                   |
|      | Kotzendorf (Gemeinde Gars am Kamp) (Lage) Gott dem Hern sey Ehr un Danck das Raab wider ist in der Crysten hant. Den 29 Martty 1597. (denkmalgeschützt) |                        |
|      | Kronberg (Gem. Ulrichskirchen-Schleinbach) (Lage) (denkmalgeschützt) | ?                      |
|      | Laa an der Thaya (Lage) SAG GOT DEN HERN LOB VND DANCKH DAS RAAB WIDER KOMEN IN DER CHRISEN HANDT DEN 29. MARTY ANNO 1598 denkmalgeschützt, obwohl es sich nur um eine 1967 hergestellte Kopie handelt, da das Original nach mehrmaligem Versetzen stark beschädigt war.                                                                                    | ?                      |
|      | Leithaprodersdorf, Auweg (Lage) Vorderseite: Ruefft Gott in allen nötten an. 1595 Rückseite: Sag Gott dem Herrn Lob und Danck, das Raab wieder komen in der Christen Hand 1598 (denkmalgeschützt) | 1595                   |
|      | Leobendorf, unweit der Kreuzung B3 mit L25 (Lage) O Christ, wenn du dies Kreuz siehst an, so sprich vom Herzen in dem Fürgang. Lob sei Gott der uns Raab die Stadt, den die Türkhen vierhalb Jar inghabt, wiederum in neunzig achten Jar des Mertzens zwainzig geben dass sichrer vor dem Türkhen stehn. (denkmalgeschützt)                                 |                        |
|      | Neukirchen an der Wild (Gem. Brunn an der Wild), am südlichen Ortsrand (Lage) SAG GOT DEM HERN LOB VND DANCK DAS RAB WIDER KVMEN IN DER KRISTEN HAND DEN 29 MARCI IM 1598 IAR SCHWARZENREID (denkmalgeschützt) |                        |
|      | Neukirchen an der Wild (Gem. Brunn an der Wild), westlich außerhalb des Orts (Lage) SAG GOT DEM HERN LOB UND DANK DAS RAB WIDER KUMEN IN DER KRISTEN HAND DEN 29 MARCI IM 1598 JAR NEYKIRCHEN (nicht denkmalgeschützt) |                        |
|      | Niederrußbach (Gem. Rußbach) (Lage) SAG GOT DEM HERN LOB VND DANCK DAS RAB WIDER KVMEN IN DER CHRISTEN HAN DEN 29 MARCI IM 15 98 IAR (denkmalgeschützt) | 1604 (ursprüngl. 1558) |
|      | St. Bernhard, im Nordwesten des Orts (Lage) SAG GOT DEM HERN LOB VND DANCK DAS RAB WIDER KVMEN IN DER KRISTEN HAND DEN 29 MARCHM 1598 JAR SAND BERNHAR (denkmalgeschützt) |                        |
|      | St. Bernhard, im Nordosten des Orts (Lage) SAG GOT DEM HERN LOB VND DANCK DAS RAB WIDER KVMEN IN DER KRISTEN HAND DEN 29 MARCI IM 1598 IAR SAND BERNHART (denkmalgeschützt) |                        |
|      | St. Bernhard, nordöstlich außerhalb des Orts (Lage) SAG GOT DEM HERN LOB VND DANCK DAS RAB WIDER KVMEN IN DER KRISTEN HANT DEN 29 MARCI IM 1598 IAR SANT BERNHART (nicht denkmalgeschützt) |                        |
|      | St. Bernhard, am südöstlichen Ortsrand (Lage) (nicht denkmalgeschützt) |                        |
|      | Wien-Josefstadt, Florianigasse 13 (Lage) Sagt Gott dem Heren danck dass Rab ist gekommen in der christen hand. … 1598. (denkmalgeschützt) | 1598                   |
|      | Wiener Neustadt, bei Neudörfler Straße 50 (Lage) SAG GOTT DEM HERRN LOB VNT DANCKH DAS RAAB WIDER KOMEN IST IN DER CHRISTEN HANDT DEN 29 MARTY IM 1598 JAR. die aus der Zeit um 1500 stammende Säule gedenkt auch des Tods Friedrichs des Streitbaren in der Schlacht an der Leitha am 15. Juni 1246; noch deutlich spätgotisch anmutend (denkmalgeschützt) | 1598                   |

Auch in den letzten Jahrzehnten gingen noch Inschriften verloren. So war zwar die Raaberkreuz-Inschrift einer beim Wiener Neustädter Ungartor stehenden Wegsäule beim Abriss der Wegsäule im 19. Jahrhundert gerettet worden und im 20. Jahrhundert eingelassen in die Umfassungsmauer einer Grünfläche bei einer PSK-Filiale in der Ungargasse 35 erhalten geblieben. 
Seit jenes Gebäude abgerissen und 2019 durch eine private Wohnanlage ersetzt wurde, ist die Inschrift jedoch verschollen.